# Ansan Kim
Le clan Ansan Kim (hangeul : 안산 김씨 ; hanja : 安山 金氏) sont une famille aristocratique coréenne de l'ère Koryŏ. Il exerce son influence sur les affaires du pays principalement au milieu du XIe siècle au travers de mariages avec les héritiers du royaume. Trois des reines du roi Hyŏnjong qui règne de 1009 à 1031 sont ainsi issues de cette famille. La famille des Kyŏngwŏn Yi va mettre en fin à cette domination, alors que Yi Cha-yŏn parvient à faire épouser trois de ses filles au roi Munjong qui règne de 1046 à 1083.